# Ochotona forresti
Il pica di Forrest (Ochotona forresti Thomas, 1923) è un mammifero lagomorfo della famiglia degli Ocotonidi.

## Distribuzione
La specie è diffusa lungo la catena montuosa dell'Himalaya in Bhutan, Tibet ed India nord-orientale, spingendosi fino al Myanmar settentrionale.

## Descrizione

### Dimensioni
Misura una ventina di centimetri di lunghezza, per un peso di duecento grammi.

### Aspetto
La corporatura è tozza e massiccia, con zampe corte e ricoperte di pelo anche sulla pianta dei piedi e fra le dita. La grossa testa è dotata di occhietti neri e di piccole orecchie arrotondate, dal bordo bianco. L'aspetto generale rassomiglia molto a quello dei criceti.

Presenta due colorazioni del mantello: d'inverno, il pelo è dorsalmente grigiastro con striature nere o bianche sui singoli peli, mentre sul ventre si schiarisce notevolmente. Dopo la muta estiva, il pelo assume toni color ruggine su testa e dorso.

## Biologia
Si tratta di animali diurni e solitari, che tutt'al più vivono in coppie. Sono assai territoriali: dopo l'approvvigionamento di cibo, infatti, la vedetta del territorio occupa gran parte della loro giornata. Per osservare meglio ciò che succede nel loro spazio vitale, siano intrusi arrivati per rubare i vegetali che questi animali sono soliti ammassare ad essiccare per l'inverno, oppure predatori, questi animali si piazzano su una posizione sopraelevata, solitamente una roccia, emettendo quando necessario acuti e laceranti suoni, che allertano tutti gli animali nelle vicinanze.

### Alimentazione
Si tratta di animali erbivori: d'estate, si nutrono senza problemi di qualsiasi materiale vegetale disponibile, prediligendo le piante erbacee, che consumano intere. D'inverno, non andando in letargo, vivono delle provviste di erba secca che accumulano durante la tarda estate: qualora tali riserve terminino, il che accade molto spesso, gli animali sono costretti a cercare il cibo scavando tunnel al di sotto del manto nevoso.

### Riproduzione
Durante il periodo caldo, la femmina partorisce praticamente di continuo, con intervalli di una settimana fra il parto ed un nuovo concepimento. La gestazione dura circa un mese, al termine del quale vengono dati alla luce fino a 10 cuccioli. La loro crescita è assai rapida, e ad un mese di vita sono già svezzati e pronti per allontanarsi dal territorio natio: tuttavia, preferiscono trascorrere l'inverno nel nido materno, per poi allontanarsene e prendere ciascuno la propria strada la primavera successiva.